# Distretto di El Agustino
Il distretto di El Agustino è un distretto del Perù appartiene geograficamente e politicamente alla provincia e dipartimento di Lima. È ubicato ad est della capitale peruviana.

## Data di fondazione
6 gennaio del 1965

## Popolazione attuale
166 177 abitanti (INEI 2005) di cui il 57% sono donne e il 43% uomini

## Superficie
12,54 km²

## Distretti confinanti
Confina a nord con il distretto di San Juan de Lurigancho e il distretto di Lurigancho-Chosica; a sud con il distretto di San Luis, a ovest con distretto di Lima, e a est con il distretto di Ate e il distretto di Santa Anita.